# Rosario de la Frontera (departament)
Departament Rosario de la Frontera (hiszp. Departamento Rosario de la Frontera) – departament położony jest w południowej części prowincji Salta. Jego powierzchnia wynosi 5402 km². Stolicą departamentu jest Guachipas. W 2010 roku populacja departamentu wynosiła 28993. 
Departament Rosario de la Frontera graniczy z trzema innymi departamentami prowincji: La Candelaria, Metán i Guachipas. Od południa graniczy z prowincją Tucumán, a od wschodu z prowincją Santiago del Estero. 
Przez departament przebiegają: Droga krajowa 9, Droga krajowa 34 oraz Droga prowincjonalna 1 (Ruta Provincial 1), Droga prowincjonalna 2 (Ruta Provincial 2), Droga prowincjonalna 3 (Ruta Provincial 3) i Droga prowincjonalna 25 (Ruta Provincial 25). 
W skład departamentu wchodzą m.in. miejscowości: Rosario de la Frontera, Antilla, Copo Quile, El Potrero, El Naranjo, San Felipe.